# 15 septembre dans les chemins de fer
15 août 15 octobre
Chronologies thématiques
- Croisades
- Sports
- Disney

Cette page concerne les événements qui se sont déroulés un 15 septembre dans les chemins de fer.

## Événements

### XIXesiècle
- 1830. Royaume-Uni : ouverture au service commercial du Liverpool and Manchester Railway.
- 1854. France : mise en service de la ligne de Thionville à Metz[1].
- 1864. France : mise en service de ligne de Grenoble à Montmélian.
- 1884. France : mise en service de la section de Mont-Dauphin à Briançon (avec les stations intermédiaires de La Roche et Prelles), dernière section de la ligne de Gap à Briançon de la Compagnie des chemins de fer de Paris à Lyon et à la Méditerranée (PLM)[2],[3].
- 1896. Texas : l'organisation d'une collision frontale entre deux trains à vapeur comme spectacle devant 40 000 personnes fait au moins deux morts, ainsi que de nombreux blessés.

### XXesiècle
- 1996. Italie : le président des Ferrovie dello Stato, Lorenzo Necci, impliqué dans une affaire de corruption, est écroué à la prison de La Spezia. Il est remplacé le 27 septembre par Giancarlo Cimoli.
- 2000. France : apparition du nouveau logo TGV au graphisme épuré et fluide, et du slogan qui l'accompagne : « prenez le temps d'aller vite ».